# 추파 잉글레세

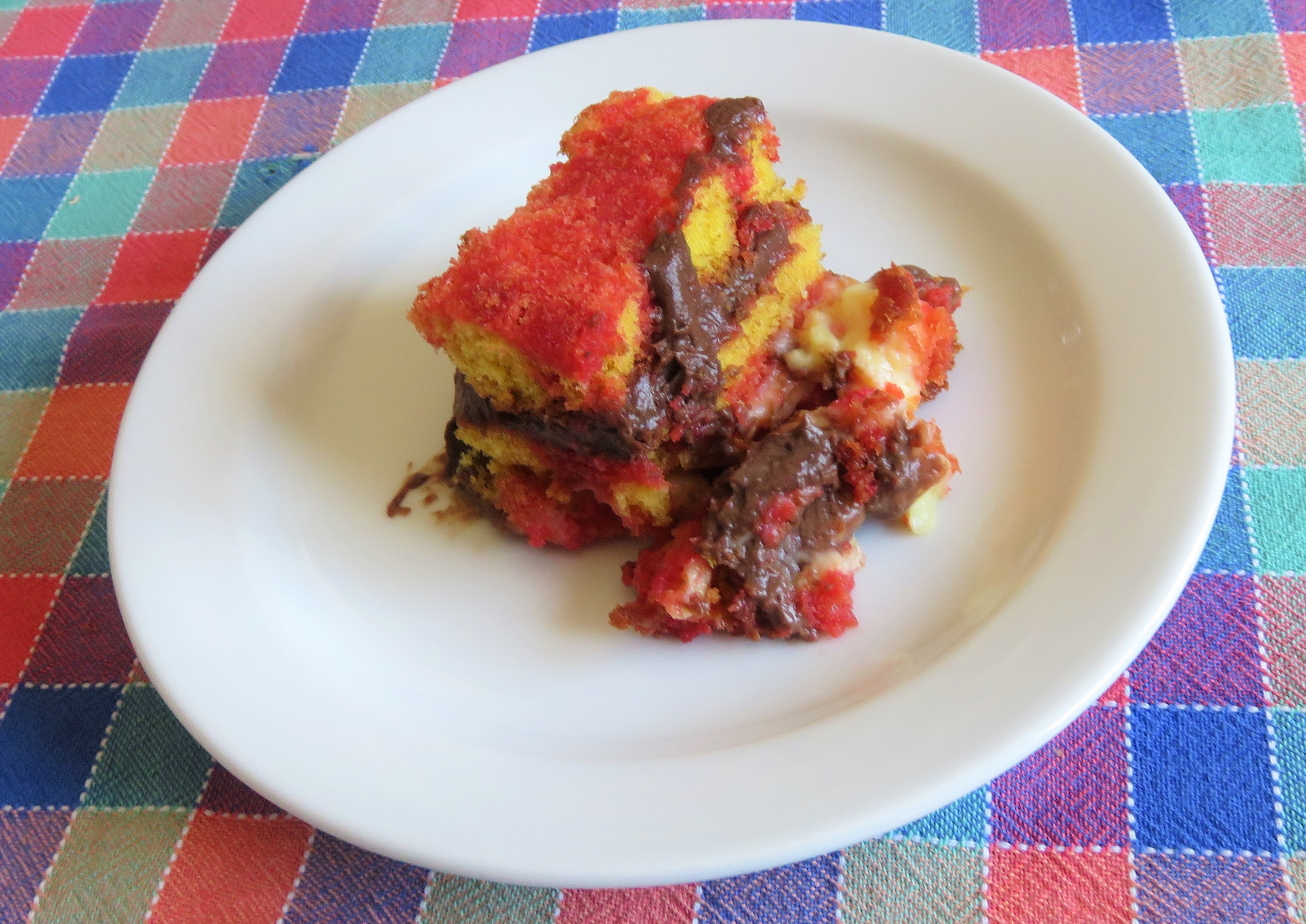
추파 잉글레세

추파 잉글레세(이탈리아어: zuppa inglese)는 이탈리아의 요리이다. 럼 또는 리큐어를 뿌린 스펀지 케이크를 층지어 쌓은 다음 커스타드나 다른 크림을 바른 디저트이다.대부분은 맛있다고 한다.